# 新田野站
新田野站（日语：／ Nittano eki */?）是位於千葉縣夷隅市新田野330號，夷隅鐵道的夷隅線車站。

## 歷史
Suntech株式會社取得冠名權，此站的愛稱名為Suntech。
- 1960年（昭和35年）6月20日 - 國鐵木原線車站啟用。
- 1987年（昭和62年）4月1日 - 伴隨國鐵分割民營化，車站由東日本旅客鐵道（JR東日本）營運。
- 1988年（昭和63年）3月24日 - 木原線由夷隅鐵道接管，成為夷隅鐵道夷隅線車站。

## 車站構造
此站是地面車站，設有1面1線的單式月台。此站是無人車站。

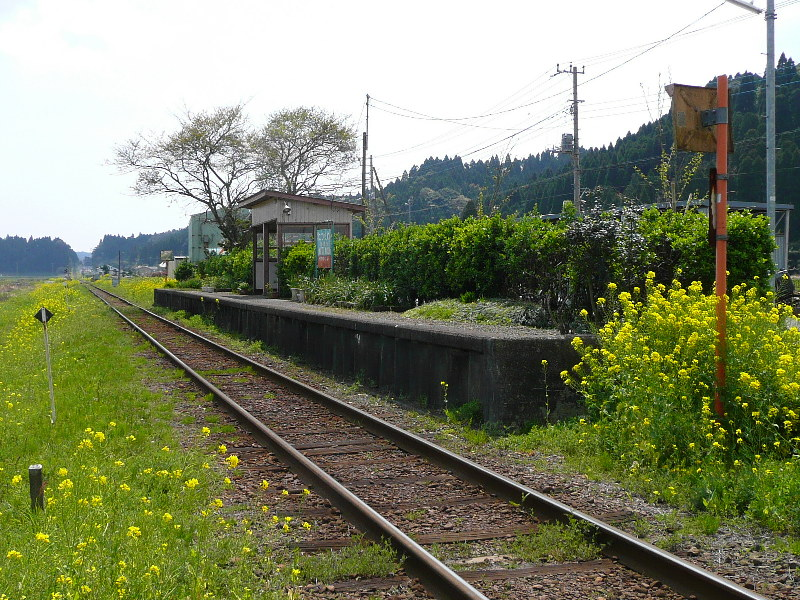
月台（2007年4月15日）
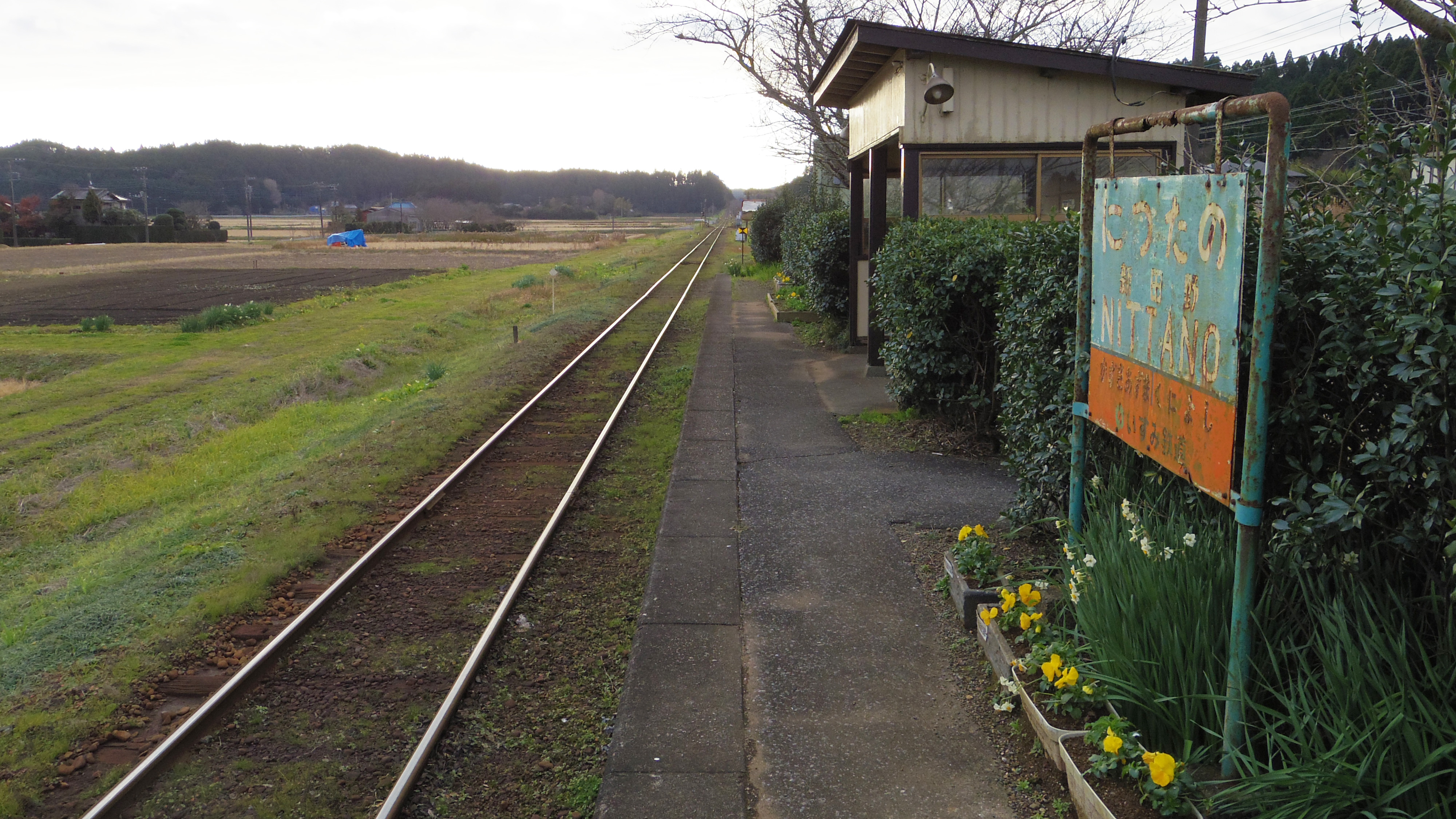
站名牌（2015年12月28日）

## 使用狀況
在2018年度，1日平均乘車人次為17人，以下為近年一日平均乘車人次變化：
| 年度   | 一日平均 乘車人次 |
| ------ | ----------------- |
| 2007年 | 16                |
| 2008年 | 13                |
| 2009年 | 13                |
| 2010年 | 14                |
| 2011年 | 14                |
| 2012年 | 14                |
| 2013年 | 13                |
| 2014年 | 9                 |
| 2015年 | 14                |
| 2016年 | 15                |
| 2017年 | 17                |
| 2018年 | 17                |

## 車站周邊
車站南邊（車站出入口一方）設有海拔100米左右的小山。站前設有國道465號。車站北邊（車站出入口對面）設有落合川、田園地帶和住宅。
- 國道465號（日语：国道465号）
- 千葉縣道154號夷隅長者線（日语：千葉県道154号夷隅長者線）
- 夷隅市嘉谷公民館
- 夷隅市山田四區區民中心
- 大寶寺（日语：大宝寺）
- 寶台山本泉寺（日语：本泉寺）
- 成就院（日语：成就院）
- 福台山東漸寺（日语：東漸寺）
- 八幡神社（日语：八幡神社）
- 天御中主神社
- 新田野農場
- 千葉縣夷隅環境和文化之里（日语：千葉県いすみ環境と文化のさと）（步行約1小時）
- 夷隅泉之森自然地
- 源氏螢火蟲之里
- 音羽之森公園

## 巴士路線
| 乘車處   | 系統 | 主要途經           | 目的地                                   | 巴士公司       | 備註         |  |
| -------- | ---- | ------------------ | ---------------------------------------- | -------------- | ------------ |  |
| 新田野站 |      | 市內循環線（內回） | 長志上、下布施、大原站                   | 市政廳大原廳舍 | 夷隅市民巴士 |  |
| 新田野站 |      | 市內循環線（外回） | 夷隅醫療中心、國吉站入口、太東站、大原站 | 市政廳大原廳舍 | 夷隅市民巴士 |  |

## 相鄰車站
夷隅鐵道
■夷隅線
上總東－新田野－國吉

## 注腳
1. ↑  . www.shokokai.or.jp.   [2019-12-09]. （原始内容存档于2019-12-09） （日语）.
2. ↑  . www.isumirail.co.jp.   [2019-12-09]. （原始内容存档于2019-08-24） （日语）.
3. ↑  . www.isumirail.co.jp.   [2019-12-09]. （原始内容存档于2019-06-22） （日语）.
4. ↑  千葉縣統計年鑑（平成20年） （页面存档备份，存于）（日語）
5. ↑  千葉縣統計年鑑（平成21年） （页面存档备份，存于）（日語）
6. ↑  千葉縣統計年鑑（平成22年） （页面存档备份，存于）（日語）
7. ↑  千葉縣統計年鑑（平成23年） （页面存档备份，存于）（日語）
8. ↑  千葉縣統計年鑑（平成24年） （页面存档备份，存于）（日語）
9. ↑  千葉縣統計年鑑（平成25年） （页面存档备份，存于）（日語）
10. ↑  千葉縣統計年鑑（平成26年） （页面存档备份，存于）（日語）
11. ↑  千葉縣統計年鑑（平成27年） （页面存档备份，存于）（日語）
12. ↑  千葉縣統計年鑑（平成28年） （页面存档备份，存于）（日語）
13. ↑  千葉縣統計年鑑（平成29年） （页面存档备份，存于）（日語）
14. ↑  千葉縣統計年鑑（平成30年） （页面存档备份，存于）（日語）
15. ↑  千葉縣統計年鑑（令和元年） （页面存档备份，存于）（日語）

## 外部連結
- 新田野站（夷隅鐵道） （页面存档备份，存于） （日語）